# Aphelidesmus surinamensis
Aphelidesmus surinamensis är en mångfotingart som beskrevs av Jeekel 1950. Aphelidesmus surinamensis ingår i släktet Aphelidesmus och familjen Aphelidesmidae. Inga underarter finns listade i Catalogue of Life.